# ツグツパイト
ツグツパイト（タグタパイト、トゥグトゥパイト、英語: tugtupite、グリーンランド語: tugtupit または tuttupit）はナトリウムやベリリウム、アルミニウムを主成分とする珪酸塩鉱物。ヘルビン族（helvine group）に属する。

## 成分
化学式は Na4BeAlSi4O12Cl で、微量の硫黄や鉄、マグネシウム、ガリウムなどを含む。

## 性質・特徴
ツグツパイトは透明から半透明の正方晶系の結晶の塊として存在し、白、ピンク、深紅、稀に水色や帯緑色のものも見られる。長波紫外線下ではオレンジ色に、短波紫外線下では真っ赤に蛍光を発する。

## 産地
1962年にグリーンランド南西部のイリマウサック複合岩体で初めて発見された 。この地名はグリーンランドの言葉でトナカイ意味する「 tuttu 」に由来する。
グリーンランド以外ではカナダ ケベック州のモンサンティレールやロシア コラ半島のロヴォゼロ山塊でも発見されている。